# Hanazakari no kimitachi e (2011)
Hanazakari no kimitachi e 〜Ikemen Paradise〜 2011 (花ざかりの君たちへ〜イケメン☆パラダイス〜2011?) è un dorama estivo in 11 puntate prodotto e trasmesso da Fuji TV nel 2011; noto anche come Ike-Para 2011. 
Si tratta di un remake dell'omonima serie andata in onda nel 2007, che si basa sul manga Hana-Kimi: questa seconda edizione è caratterizzata da un cast completamente nuovo rispetto alla prima versione.

## Trama
Mizuki è una ragazza di liceo che si trova costretta a vestirsi e a fingersi d'esser un ragazzo, per poter in tal modo frequentare il collegio esclusivamente maschile Sakurazaki Academy: questo per star a fianco a Izumi, un ex campione di salto in alto che ha dovuto lasciare lo sport a seguito d'un infortunio...

## Cast

### Personaggi principali
- Atsuko Maeda, come Mizuki Ashiya
- Aoi Nakamura come Izumi Sano
- Shōhei Miura come Shuichi Nakatsu
- Renn Kiriyama come Minami Nanba
- Tomo Yanagishita come Taiki Kayashima
- Shintaro Yamada come Kyogo Sekime
- Yukito Nishii come Senri Nakao
- Katsuhiro Suzuki come Shinji Noe
- Yuki Kashiwagi come Juri Kishinosato
- Shōta Matsushima
- Shotaro Mamiya
- Goro Kurihara
- Yuki Sato

### Studenti del 1° dormitorio
- Shinnosuke Mitsushima come Megumi Tennoji
- Gōki Maeda come Kohei Kitahanada
- Arata Horii come Kumatori Jin
- Ryosuke Yamamoto come Kiyoshikojin Akira
- Ryu Ando come Mukonoso Andrew
- Koudai Asaka come Subaru Takatsuki
- Sonde Kanai come Kazuki Obitoke
- Shotaro Kotani come Hiroto Moriguchi
- Tomoki Okayama come Kadoma Shotaro

### Studenti del 3° dormitorio
- Hidenori Tokuyama come Oscar M. Himejima / Himejima Masao
- Kusuto Miyajima come Yaenosato Nobuhiro
- Ozora Takami come Kyobate Sansui
- Taikou Katoono come Kawachimori Hisashi
- Shige Kasai come Mozu Yasushi
- Kazuma Kawahara come Narayama Sakon
- Kazuhiro Okazaki come Izumigaoka Hideharu
- Kettaro come Minamikata Shin

### Altri
- Takumi Saitō come Umeda Hokuto
- Ikkei Watanabe come lo chef
- Mirai Yamamoto come Io Nanba

### Tokyo Gakuen (High)
- Yuki Sato Makoto, come Kagurazaka
- Endo Kaname come Otemachi Ry
- Nagakura Masaaki come Takebashi Yutaka
- Okubo Naoki come Tsukishima giugno
- Keisuke Kaminaga come Kasai Go
- Tozuka Junki come Kudanshita Takeshi
- Okayama Amane come Ochiai Nobuyuki

### St. Blossom Academy
- Mayuko Iwasa come Hanayashiki Hibari
- Yuki Kashiwagi come Kishinosato Juri
- Miori Ichikawa come Amagasaki Kanna
- Mina Oba come Abeno Erika
- Mariya Nagao come Kanbe Yumemi
- Misaki Matsumoto
- Moe Wakaki
- Aoi Terayama
- Risa Hotta
- Hiroko Kurisaki
- Kanako Kuno
- Miho Takahashi
- Miho Yanagawa
- Haruhi Tsuchiya
- Rihoko Shimomiya
- Yukina Kasai

### Star ospiti
- Mana Ashida - Sasakura Kaoru (ep1, cameo)
- Fuku Suzuki Sasakura Tomoki (ep1, cameo)
- Sayuri Iwata come Yamashina Rika (ep2)
- Nobuo Kyō ( 姜畅雄 Kyo Nobuo ? ) come Masao Himejima (姫岛正夫 Himejima Masao ?) alias Oscar (オスカー) (EP6, cameo)